# Liste der Wappen in Amadora
Die Liste der Wappen in Amadora zeigt die Wappen der Freguesias des portugiesischen Kreises Amadora.

## Município de Abrantes

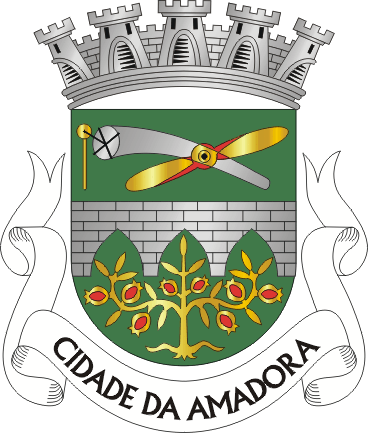
Amadora
Lage von Amadora in Portugal

## Wappen der Freguesias

Freguesia Águas Livres
Freguesia Alfragide
Freguesia Encosta do Sol
Freguesia Falagueira-Venda Nova
Freguesia Mina de Água
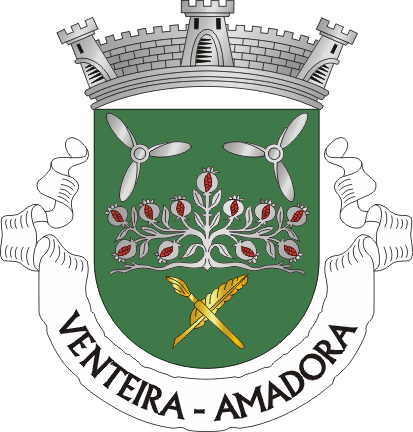
Freguesia Venteira

## Wappen ehemaliger Freguesias

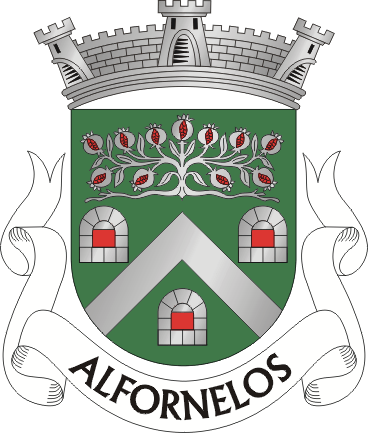
Freguesia Alfornelos
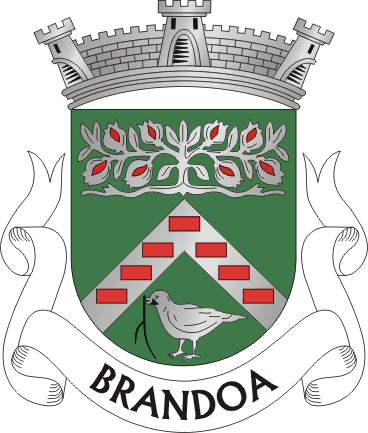
Freguesia Brandoa
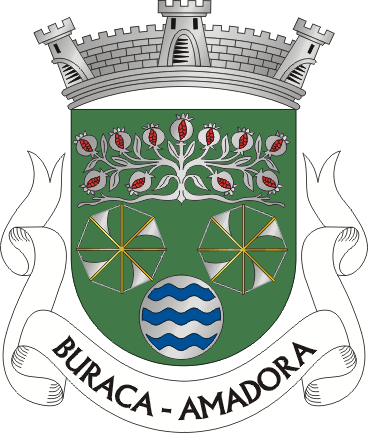
Freguesia Buraca
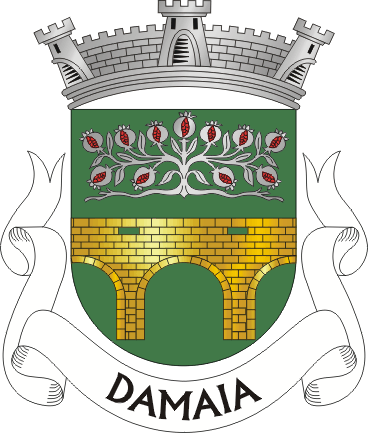
Freguesia Damaia
Freguesia Falagueira
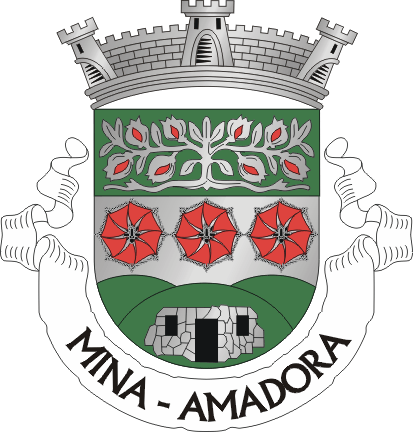
Freguesia Mina
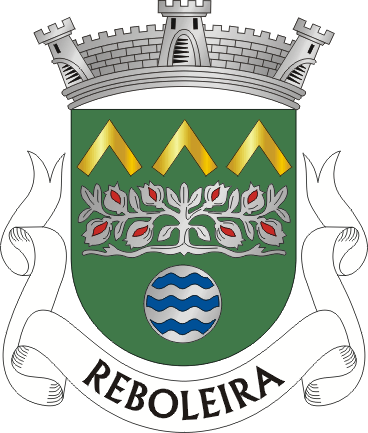
Freguesia Reboleira
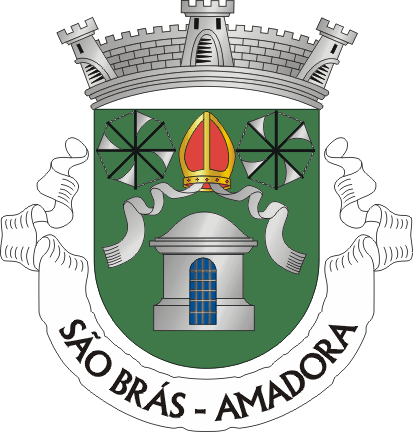
Freguesia São Brás
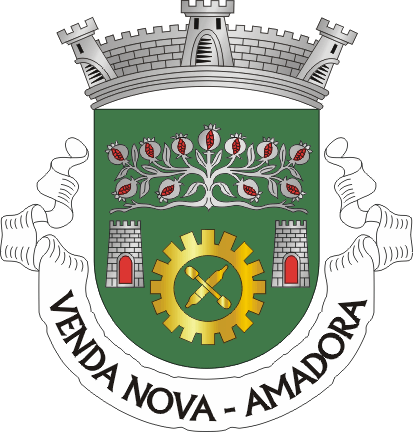
Freguesia Venda Nova